# Турнир на четирите шанци
Турнирът на четирите шанци е ежегодно състезание по ски скокове, провеждащо се в дните около Нова Година от 1953 година насам. С много малки изключения турнирът се провежда в този ред на шанците в Оберстдорф, Гармиш-Партенкирхен (на 1 януари), Инсбрук и Бишофсхофен (на 6 януари, Богоявление, неработен ден в някои провинции на Германия).
Турнирът на четирите шанци е най-реномираното състезание по ски скокове. При зимни олимпийски игри и световни първенства по ски северни дисциплини фокусът на публиката не пада върху ски скоковете. Турнирът е най-известен в Австрия, Германия, Швейцария и Норвегия. 
През сезон 2011/12 се провежда 60-ото издание на турнира. 

## Регламент
Всяко от четирите състезания започва с квалификация. На следващия ден се провеждат два скока. Първият скок от двата се провежда по системата нок-аут, при която състезателите се състезават по двойки, като първият от квалификацията се състезава с 50-ият, а 25-ият с 26-ият. Тази система се използва само на Турнира на четирите шанци. 25-имата победители от двубоите и петима „щастливи губещи“, състезателите с най-висок резултат от загубилите, участват във втория скок. Крайното класиране е според сумата от точки набрани в двата скока. 

## История
Първото провеждане на турнира е от 1953 година. Първото състезание се провежда на 1 януари в Гармиш-Партенкирхен пред 20 000 зрители. Участват състезатели от шест националности – австрийци, германци, шведи, норвежци, швейцарци и словенци. Победител е норвежецът Асгейр Дьолпладс (на норвежки: Asgeir Dölplads) със скокове от 78,5 и 81 метра пред австриеца Сеп Брадъл (на немски: Sepp Bradl). На 4 януари се провежда състезанието в Оберстдорф, където печели норвежецът Ерлинг Крокен (на норвежки: Erling Kroken) с 66,5 и 69,5 метра, отново пред Брадъл. На 6 януари се провеждат „скоковете на Богоявление“, където печели Брадъл със 72 и 73,5 метра пред победителя от Гармиш-Партенкирхен Асгейр Дьолпладс. На 11 януари 1953 е завършен първият турнир на четирите шанци в Бишофсхофен. Победител в Бишофсхофен е норвежецът Халвор Нес (на норвежки: Halvor Naes) с 90,5 и 94 метра пред Брадъл. Сеп Брадъл става първият шампион в Турнира на четирите шанци. 
В първите години на турнира има политически и природни пречки за провеждането му. Сред политическите е необходимостта от визи за пътуване между Австрия и Германия, спорът за знамето на Германия, воден между ФРГ и ГДР и др. Най-сериозният проблем с природата е времето, защото през тези години производството на изкуствен сняг е все още невъзможно. Въпреки това турнирът става все по-известен. 
През 1956 скоковете на Нова Година от Гармиш-Партенкирхен са предавани за първи път на живо по телевизията от Баварската дирекция на ARD, което води до увеличаване на популярността на турнира. От 1960 година започва предаването и на останалите състезания от турнира. През 2011 състезанията се предават от 25 телевизионни програми в цял свят. 
От 1962 година резултатите се изчисляват с помощта на компютър, а от 1972 година в продължение на повече 25 години спонсор на турнира е фирмата Intersport, чието име турнирът носи. 
На турнира през годините се въвеждат технически и организационни подобрения като измерването на дължината с видеозапис. С много малко изключения турнирът се провежда в този ред: Оберстдорф, Гармиш-Партенкирхен (на 1 януари), Инсбрук, Бишофсхофен (на 6 януари, Богоявление). 
През сезон 2001/02 Свен Ханавалд става единственият ски-скачач в историята на турнира, който печели всички четири състезания. 
През сезон 2005/06 за единствен път двама скачачи си поделят първото място – финландецът Яне Ахонен и чехът Якуб Янда. 
През 2007 в Партенкирхен е построена нова шанца, като по този начин всички четири шанци са обновени. 

## Рекорди
Данните са актуални към края на 59-ото издание на турнира от 2010/11.
- Отделни състезания от турнира са печелени едновременно от двама скачачи през 1955 (Ейно Кирьонен (на фински: Eino Kirjionen) и Аулис Каллакорпи (на фински: Aulis Kallakorpi) от Финландия в Оберстдорф), през 1982 (Пер Бергеруд (на норвежки: Per Bergerud) от Норвегия и Манфред Декерт (на немски: Manfred Deckert) от ГДР в Инсбрук), през 1991 (Йенс Вайсфлог (на немски: Jens Weissflog) от Германия и Андреас Фелдер (на немски: Andreas Felder) от Австрия в Гармиш-Партенкирхен). [3]
- През 2005/06 финландецът Яне Ахонен и чехът Якуб Янда печелят турнира с еднакъв резултат. [3]
- Победата с май-малка разлика печели през 1956/57 финландецът Ейно Кирьонен (на фински: Eino Kirjonen), който печели с 0,7 точки пред сънародника си Пенти Уотинен (на фински: Pentti Uotinen). [3]
- Победата с най-голяма разлика е от 2000/01, когато полякът Адам Малиш побеждава с преднина от 104,4 точки. Малиш става и първият скачач, спечелил над 1000 точки на турнира (1045,9). [3]
- Яне Ахонен печели турнира пет пъти (47, 51, 53, 54, 56 издания). Йенс Вайсфлог печели четири издания. В 59-те издания на турнира до 2011 има 43 различни победители. [3]
- Норвежецът Бьорн Виркола (на норвежки: Björn Wirkola) и Йенс Вайсфлог имат по десет победи от единични състезания. Трети е Яне Ахонен с девет. [3]
- Германецът Свен Ханавалд е единственият победител в турнира, който е спечелил всички четири състезания в един сезон (през 2001/02, при 50. провеждане на турнира). [3]
- 17 скачача са печелили по три от турнирите в един сезон. [3]
- Германия (вкл. ГДР) има 16 победи, Финландия – 15, Норвегия и Австрия – по десет. [3]
- Бьорн Виркола е единственият скачач, спечелил турнира три последователни пъти (1966/67; 1967/68; 1968/69). [3]

## Награден фонд
За турнира през 2011/12 година максималната възможна финансова награда е за победител във всички четири състезания и е един милион швейцарски франка. За победа в едно от състезанията наградата е 10 000 швейцарски франка. Победителят в генералното класиране получава допълнително 20 000 швейцарски франка 